# غون: باكو باكو باكو باكو أدفانتشر
غون: باكو باكو باكو باكو أدفانتشر (باليابانية: ゴン バクバクバクバクアドベンチャー) (بالإنجليزية: Gon: Baku Baku Baku Baku Adventure)‏ ، هي لعبة فيديو إلكترونية يابانية، من نشر شركة نامكو بانداي سنة 2012 وتعمل لنظام نينتندو 3دي إس الحصرية.

## وصلات خارجية
- Official website (باليابانية)
- Gon Manga/TV Show Inspires 3DS Action Game at Anime News Network's Encyclopedia